# Cogia cajeta
Cogia cajeta là một loài bướm ngày thuộc họ Nymphalidae. Phân loài cajeta được tìm thấy ở miền nam Veracruz, miền đông Oaxaca, Tabasco and đông bắc Chiapas. Phân loài eluina được tìm thấy từ Jalisco và Bán đảo Yucatan phía nam cho tới Costa Rica.

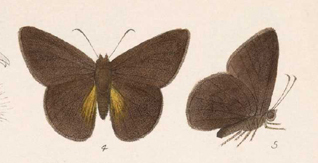

## Phân loài
- Cogia cajeta cajeta (Mexico)
- Cogia cajeta eluina (Mexico, Guatemala, Nicaragua)

## Hình ảnh

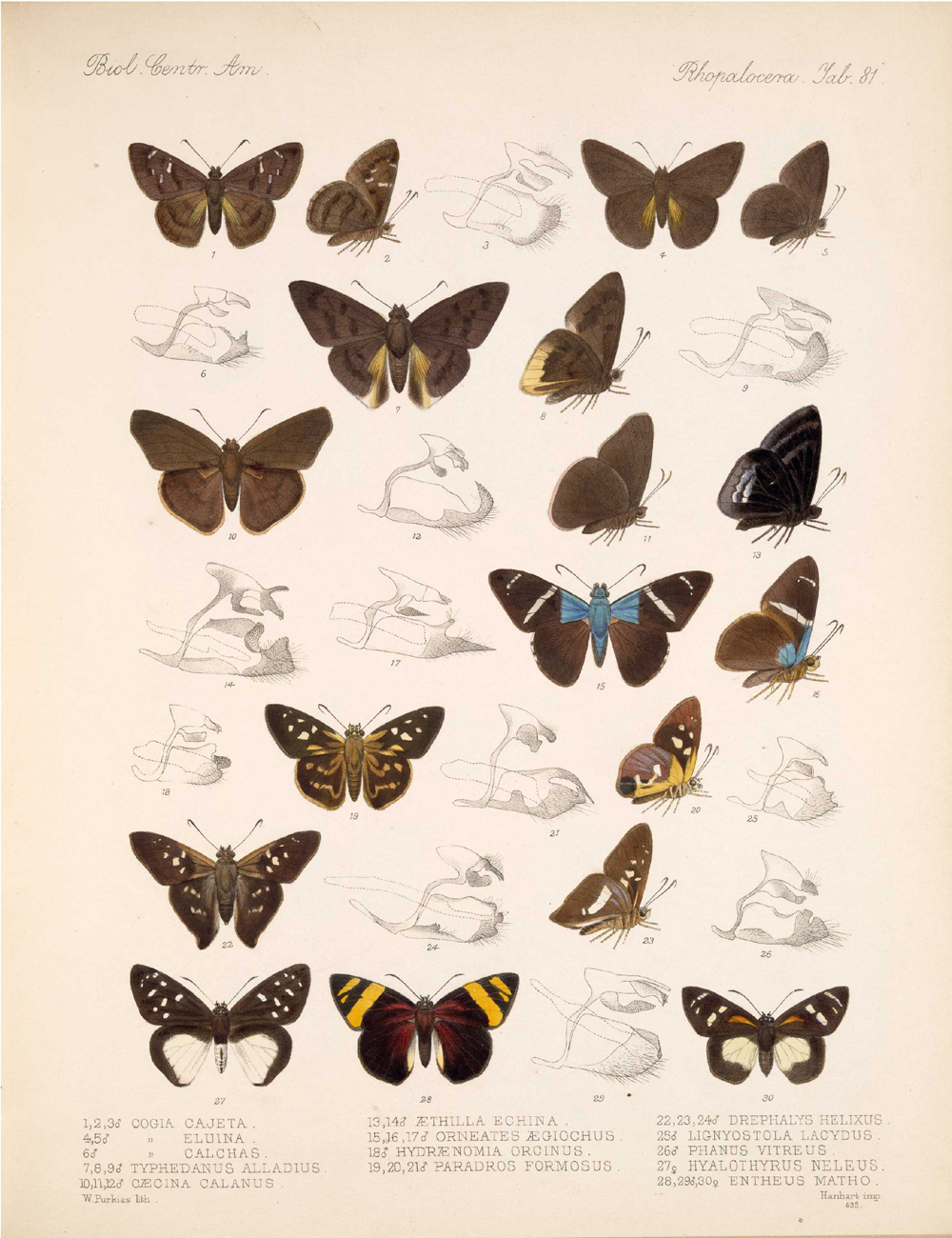